# Lars Boom
Lars Anthonius Johannes Boom (Vlijmen, 30 de diciembre de 1985), más conocido como Lars Boom, es un ciclista neerlandés.
Considerado uno de los mejores especialistas de ciclocrós del mundo, así como una de las más firmes promesas del ciclismo en ruta en su país, gracias a su polivalencia, que le permite ser competitivo en todo tipo de terrenos. Precisamente a eso debe su sobrenombre, Boom. Así le bautizaron sus primeros entrenadores, ya que dijeron que "explotó" a una edad muy prematura. Siempre ligado al conjunto neerlandés Rabobank, saltó a la fama mundial por su rendimiento en ciclocrós, disciplina en la que se convirtió en el segundo corredor de la historia en lograr los tres títulos de campeón mundial en las categorías júnior, sub-23 y elite, solo tras el checo Radomír Šimůnek. Fue, además, campeón neerlandés absoluto en las modalidades de ruta y contrarreloj en 2008, así como campeón del mundo de contrarreloj sub-23 en 2007.
En diciembre de 2019 anunció que dejaba de competir en la modalidad de ruta para hacerlo en diferentes disciplinas fuera de asfalto.

## Biografía

### 1998-2007: progresión en amateurs y sub-23
Nacido en una familia de amplia tradición ciclista, en la que su padre Walter realizaba labores de mecánico para el equipo Rabobank, Boom comenzó su carrera deportiva en cyclo-cross, en el que pronto sobresalió y se hizo con múltiples títulos, siendo campeón nacional en todas las categorías por las que pasó -principiantes, cadetes, júnior y sub-23- entre los años 1998 y 2005. Campeón mundial júnior en 2003 y europeo sub-23 en 2004, fue pronto reclutado por el equipo de formación de Rabobank, en el que creció de forma constante durante los años posteriores.

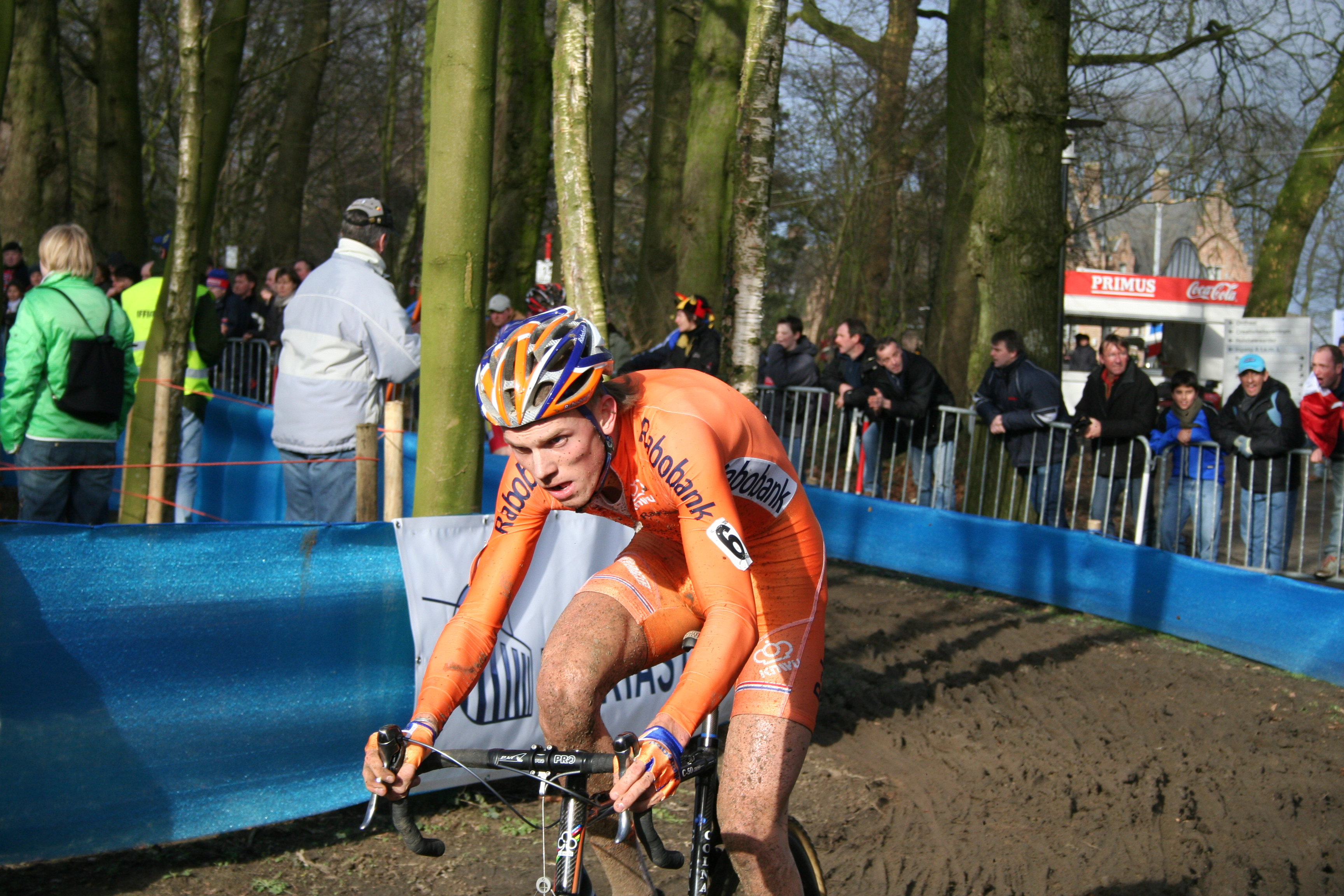
Boom, durante el Campeonato Mundial de Ciclocrós sub-23 de 2007 en Hooglede-Gits, el cual ganó.

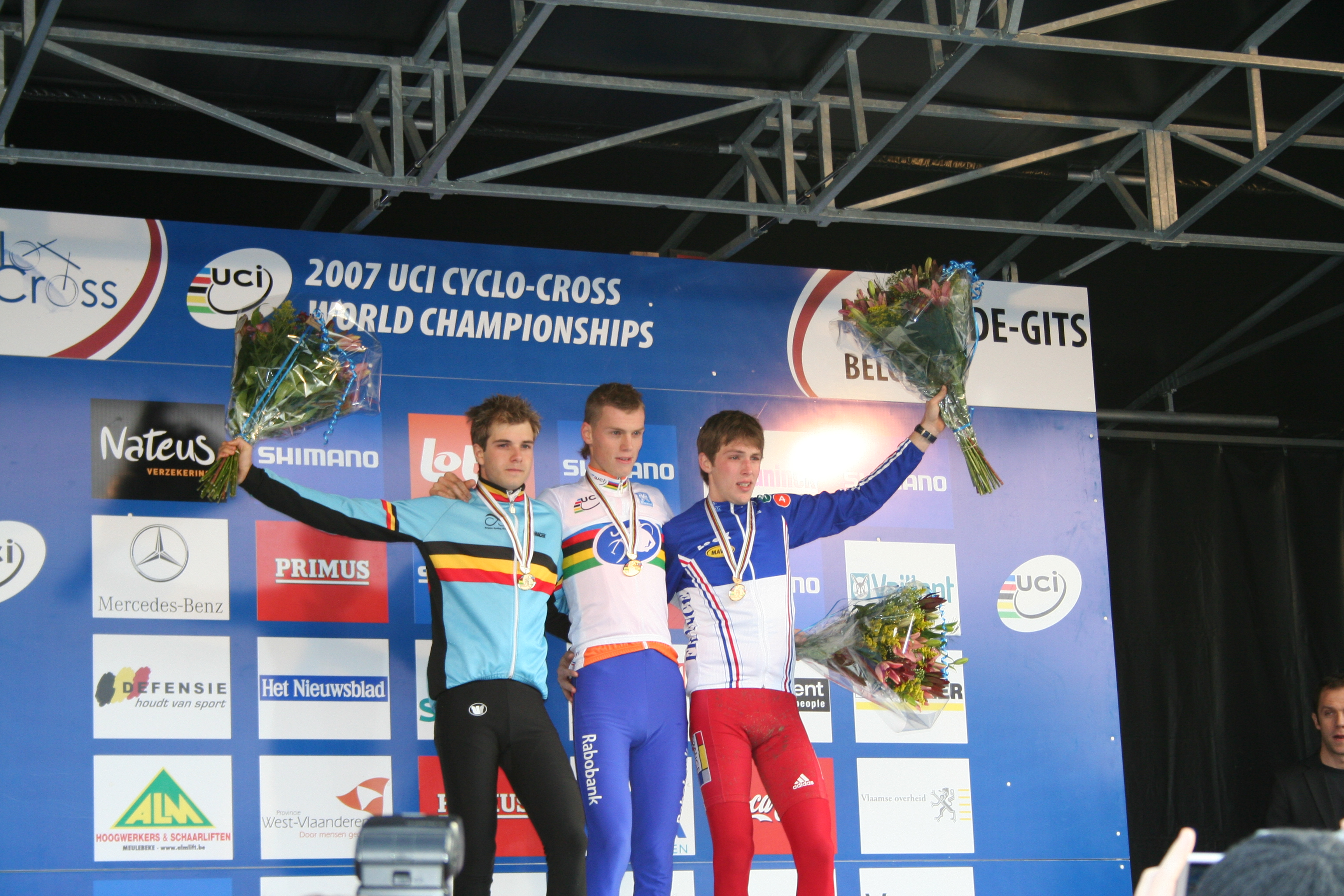
Lars Boom en el pódium como ganador, con el maillot arcoíris, del Campeonato Mundial de Ciclocrós sub-23 de 2007.

Boom logró la victoria en varias pruebas de ruta con profesionales en sus primeros tres años de sub.23, como el Triptyque des Barrages (2005), la Vuelta al Distrito de Santarém o el Triptyque des Monts et Château (2006), así como un segundo puesto ante el polaco Cezary Zamana en la general de la Vuelta a Hessen (2005). En cyclo-cross, Boom fue capaz de codearse con corredores mayores que él en sus primeras pruebas como elite, batiendo por primera vez al belga Sven Nys, dominador hasta entonces de la temporada 2006, en la carrera disputada en la localidad de Baal, bajo el nombre del ciclista flamenco. Esa misma temporada, en diciembre de 2005, Boom ganó el cyclo-cross disputado en Overijse, debido a la descalificación final del belga Bart Wellens por comportamiento antideportivo, al intentar golpear a un espectador que le increpaba durante la carrera.
A pesar de terminar segundo en el Campeonato Mundial de Ciclocrós sub-23 de 2006, en el que perdió el sprint final ante el checo Zdeněk Štybar, Boom se rehízo al año siguiente y superó a Gerben de Knegt y Richard Groenendaal en el campeonato neerlandés absoluto de 2007, el cual disputó gracias a un permiso especial concedido por la federación ciclista de los Países Bajos (KNWU) debido a que aún no había cumplido la edad mínima y le correspondía la categoría sub-23. Unas semanas después, Boom volvió a vestirse con el maillot arcoíris de Campeonato Mundial de Ciclocrós sub-23, al superar al belga Niels Albert en la prueba disputada en Hooglede-Gits. Ese mismo año, y tras sumar ocho victorias en pruebas UCI, logró un nuevo título mundial en la contrarreloj sub-23 de los Campeonatos del Mundo en Ruta de Stuttgart (Alemania). Dichos méritos le hicieron acreedor del trofeo Gerrit Schulte, concedido cada año al mejor ciclista neerlandés de la temporada.

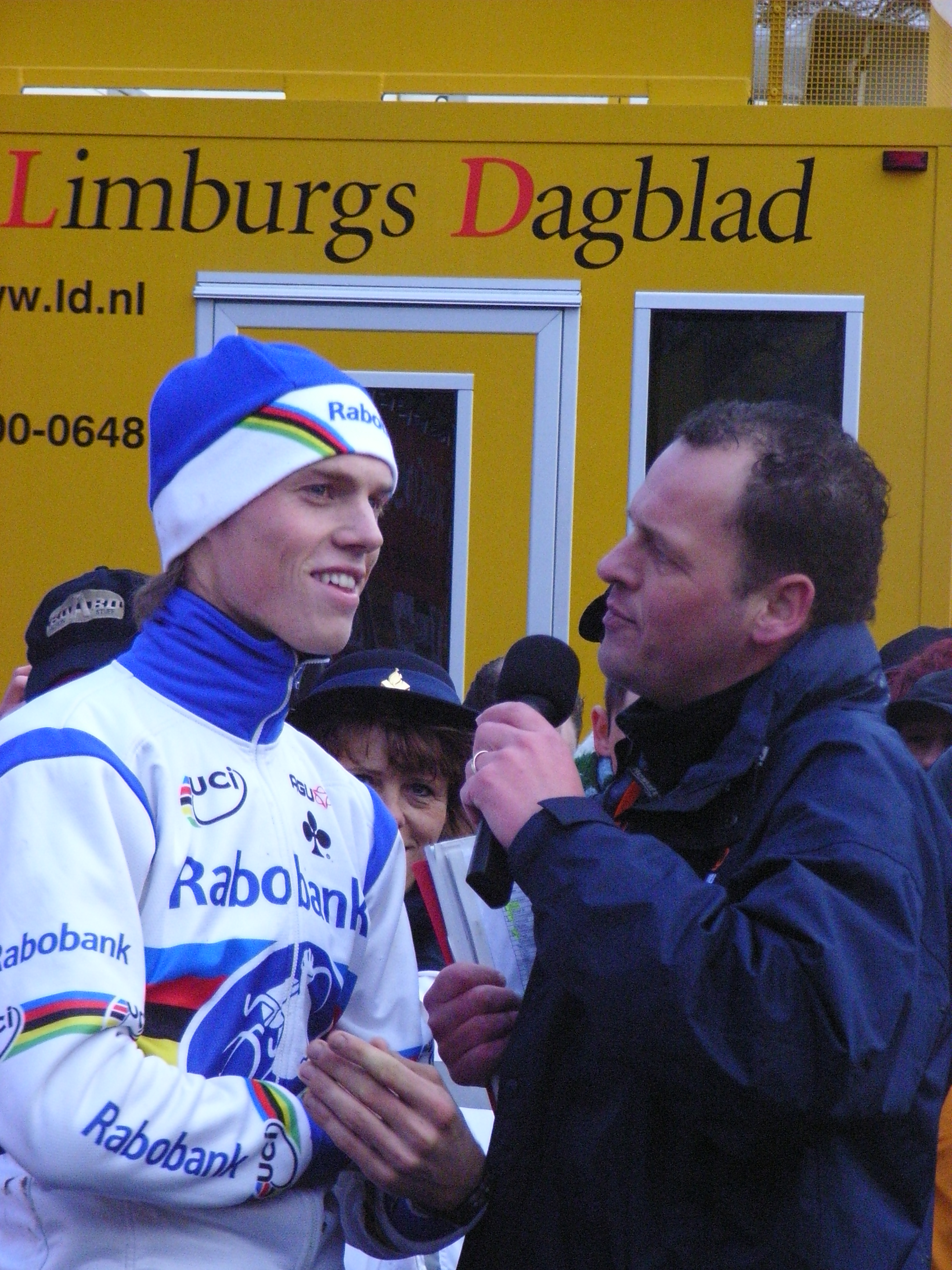
Boom, con el maillot de campeón del mundo de ciclocrós en 2008.

### 2008-actualidad: éxitos profesionales
Boom protagonizó su explosión definitiva como corredor al imponerse en el Campeonato del Mundo de ciclocrós de 2008, celebrado el 2 de febrero en Treviso (Italia), con un ataque en la última vuelta al circuito del Lago Bandie, que le permitió llegar en solitario a meta. Ese mismo año, Boom obtuvo catorce victorias de categoría UCI en el calendario de carretera, entre ellas los dos títulos de campeón nacional de ruta y contrarreloj -el primero, obtenido en Oostmarsum en junio; el segundo dos meses después, en Zaltbommel-, hecho tras el cual Boom fue confirmado como corredor del equipo de su estructura perteneciente al UCI ProTour para 2009. En noviembre de 2008, Boom renegoció su contrato con la estructura, ampliándolo hasta 2011.
En esa temporada, Boom, que sufrió diversos patologías médicas y problemas físicos, y que no pudo defender su título mundialista de ciclocrós, al finalizar 20.º en los Mundiales celebrados en Hoogerheide (Países Bajos), no debutó en ruta hasta el mes de mayo, debido al desgaste producido por la temporada de ciclocrós. Sin embargo, su rápida puesta de forma le hizo imponerse en la clasificación general de la Vuelta a Bélgica, a finales del mismo mes, así como clasificarse séptimo en la Sachsen-Tour, a finales de julio. En septiembre, Boom disputó su primera gran carrera por etapas al tomar la salida en la Vuelta a España, en la que comenzó con un prólogo muy por debajo de sus expectativas de victoria. Boom trabajó durante la carrera como gregario de su compañero Robert Gesink; sin embargo, en la 15.ª etapa, Boom se filtró en la fuga del día, camino de Córdoba, soltando a todos sus rivales y culminando con una victoria en solitario, su primer triunfo en una gran vuelta por etapas.
En 2011 ganó el prólogo del Tour de Catar al batir a Fabian Cancellara sobre un recorrido marcado por la peligrosidad del adoquinado y el viento costero.

## Palmarés

### Ciclocrós
| 2002-03 - Campeonato Mundial de Ciclocrós Júnior 2004-05 - Campeonato Europeo de Ciclocrós sub-23 2005-06 - 2.º en el Campeonato Mundial sub-23 - Vlaamse Druivencross Overijse - 32.º en el Gazet van Antwerpen Trofee - Baal (GP Sven Nys) 2006-07 - Campeonato Mundial sub-23 de Ciclocrós - Campeonato de los Países Bajos de Ciclocrós - GP Heerlen 2007-08 - Campeonato Mundial - Campeonato de los Países Bajos de Ciclocrós - 3.º en la Copa del Mundo - Pijnacker - Liévin - Hoogerheide - GP Montferland Zeddam - 4.º en el Gazet van Antwerpen Trofee - Loenhout - Azencross | 2008-09 - Campeonato de los Países Bajos de Ciclocrós - ? en la Copa del Mundo - Pijnacker - Nommay - 13.º en el Gazet van Antwerpen Trofee - Niel - Jaarmarktcross - Centrumcross Surhuisterveen 2009-10 - Campeonato de los Países Bajos de Ciclocrós 2010-11 - Campeonato de los Países Bajos de Ciclocrós - UCI Copa del Mundo Heusden-Zolder - Grand Prix Julien Cajot 2011-12 - Campeonato de los Países Bajos de Ciclocrós 2012-13 - 2.º en el Campeonato de los Países Bajos de Ciclocrós |

### Carretera
| 2005 - Triptyque des Barrages, más 1 etapa - 1 etapa del Tour de la Somme 2006 - Vuelta al Distrito de Santarém, más 1 etapa - Triptyque des Monts et Châteaux - 1 etapa del Tour de Thüringe 2007 - 1 etapa del Tour de Normandía - Tour de Bretaña, más 2 etapas - Omloop der Kempen - 3 etapas del Tour de Olympia - Campeonato Mundial Contrarreloj sub-23 2008 - 2 etapas del Tour de Bretaña - Tour de Olympia, más 2 etapas - Volta a Lleida, más 1 etapa - 3 etapas del Circuito Montañés - Campeonato de los Países Bajos Contrarreloj - 1 etapa de la Vuelta a León - Campeonato de los Países Bajos en Ruta 2009 - Vuelta a Bélgica - 1 etapa de la Vuelta a España 2010 - 1 etapa de la París-Niza - Gran Premio Jef Scherens - 3.º en el Campeonato de los Países Bajos en Ruta | 2011 - 1 etapa del Tour de Catar - 1 etapa de la Tirreno-Adriático - 1 etapa del Critérium du Dauphiné - Vuelta a Gran Bretaña, más 2 etapas 2012 - 1 etapa de la Ster ZLM Toer - 2.º en el Campeonato de los Países Bajos Contrarreloj - 2.º en el Campeonato de los Países Bajos en Ruta - Eneco Tour 2013 - 1 etapa del Tour del Mediterráneo - 1 etapa del Tour du Haut-Var - Ster ZLM Toer, más 1 etapa 2014 - 1 etapa del Tour de Francia 2015 - 1 etapa de la Vuelta a Dinamarca 2016 - Gran Premio Jean-Pierre Monseré 2017 - 1 etapa del BinckBank Tour - Vuelta a Gran Bretaña, más 1 etapa |

## Resultados en Grandes Vueltas y Campeonatos del Mundo

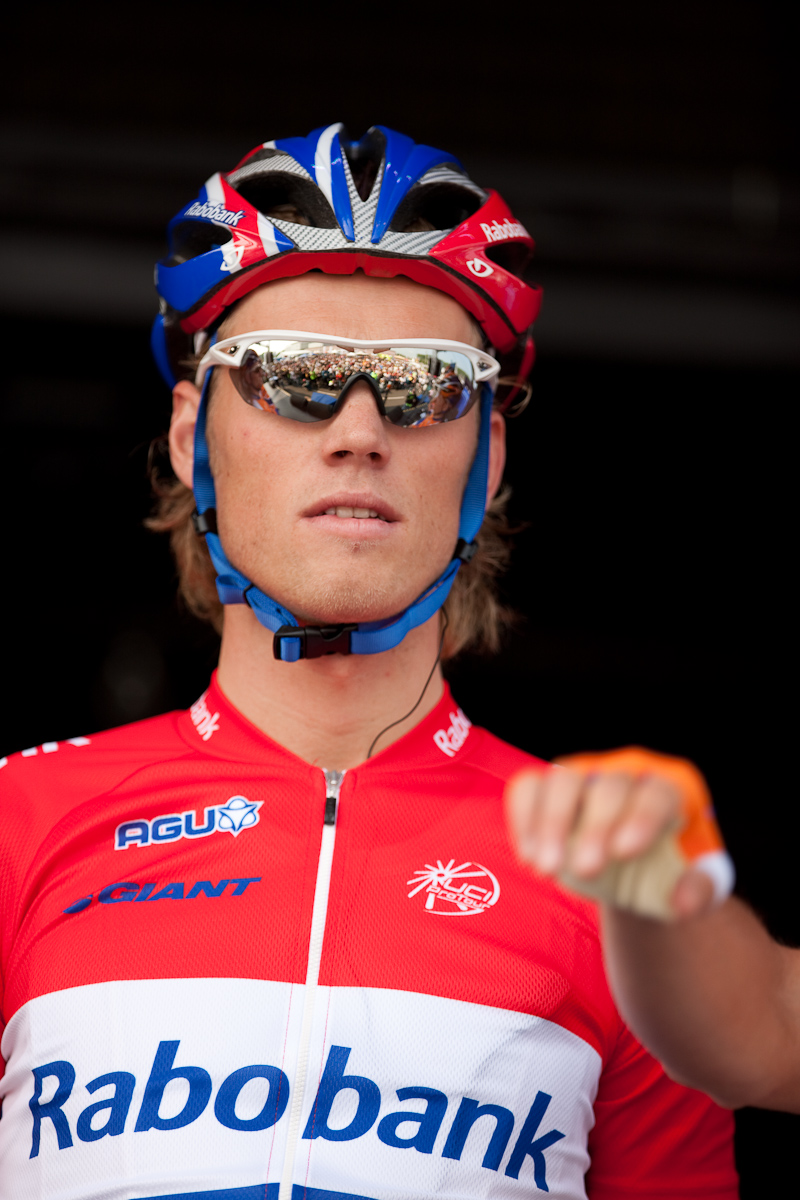
Lars Boom como campeón de los Países Bajos en Ruta

Durante su carrera deportiva consiguió los siguientes puestos en las Grandes Vueltas, en los Campeonatos del Mundo en carretera y en los Campeonatos Mundiales de Ciclocrós:
| Carrera              | Carrera              | 2004 | 2005 | 2006 | 2007 | 2008 | 2009 | 2010  | 2011 | 2012  | 2013  | 2014 | 2015 | 2016 | 2017  | 2018  | 2019 |
| -------------------- | -------------------- | ---- | ---- | ---- | ---- | ---- | ---- | ----- | ---- | ----- | ----- | ---- | ---- | ---- | ----- | ----- | ---- |
|                      | Giro de Italia       | —    | —    | —    | —    | —    | —    | —     | —    | —     | —     | —    | —    | —    | —     | —     | —    |
|                      | Tour de Francia      | —    | —    | —    | —    | —    | —    | 130.º | Ab.  | —     | 105.º | 97.º | Ab.  | —    | —     | —     | —    |
|                      | Vuelta a España      | —    | —    | —    | —    | —    | 55.º | —     | —    | 107.º | —     | —    | —    | —    | —     | 153.º | —    |
| Mundial en Ruta      | Mundial en Ruta      | —    | —    | —    | —    | —    | 91.º | 41.º  | 29.º | 5.º   | —     | —    | 81.º | —    | 104.º | —     | —    |
| Mundial Contrarreloj | Mundial Contrarreloj | —    | —    | —    | —    | —    | 16.º | —     | —    | —     | —     | —    | —    | —    | —     | —     | —    |
| Mundial de Ciclocrós | Mundial de Ciclocrós | —    | —    | —    | —    | 1.º  | 20.º | —     | —    | —     | —     | —    | —    | 14.º | 44.º  | —     | —    |

—: no participa
Ab.: abandono

## Equipos
- Rabobank Continental (2004-2008)
- Rabobank/Blanco/Belkin (2009-2014)
  - Rabobank Cycling Team (2009-2012)
  - Blanco Pro Cycling (2013)[20]
  - Belkin-Pro Cycling Team (2013-2014)
- Astana Pro Team (2015-2016)
- Team LottoNL-Jumbo (2017-2018)
- Roompot-Charles (2019)